# Bjørvika
Bjørvika est un quartier du district Sentrum à Oslo, en Norvège. Il donne sur l'Oslofjord et son point d'intérêt le plus notable est l'Opéra d'Oslo.
Depuis les années 2000, ce port a été transformé en centre culturel et urbain d'Oslo, avec par exemple le Projet Barcode au nord ou Sørenga à l'est.